# Bredemeyera barbeyana
Bredemeyera barbeyana är en jungfrulinsväxtart som beskrevs av Chod.. Bredemeyera barbeyana ingår i släktet Bredemeyera och familjen jungfrulinsväxter. Inga underarter finns listade i Catalogue of Life.